# Clohars-Carnoët

Clohars-Carnoët este o comună în departamentul Finistère, Franța. În 1 ianuarie 2022 avea o populație de 4.701 de locuitori.